# Ascel
Ascel (em grego: Ασκήλ; romaniz.: Askél) foi, segundo Teófanes, o Confessor, um rei dos hermequiões que em julho de 563 enviou uma embaixada para o imperador Justiniano (r. 527–565) em Constantinopla. A identidade deste povo é desconhecida, sendo possível que foram ávaros ou alguma tribo do Báltico. Talvez outra embaixada dele chegou à capital imperial no final de 565.